# Tworylczyk

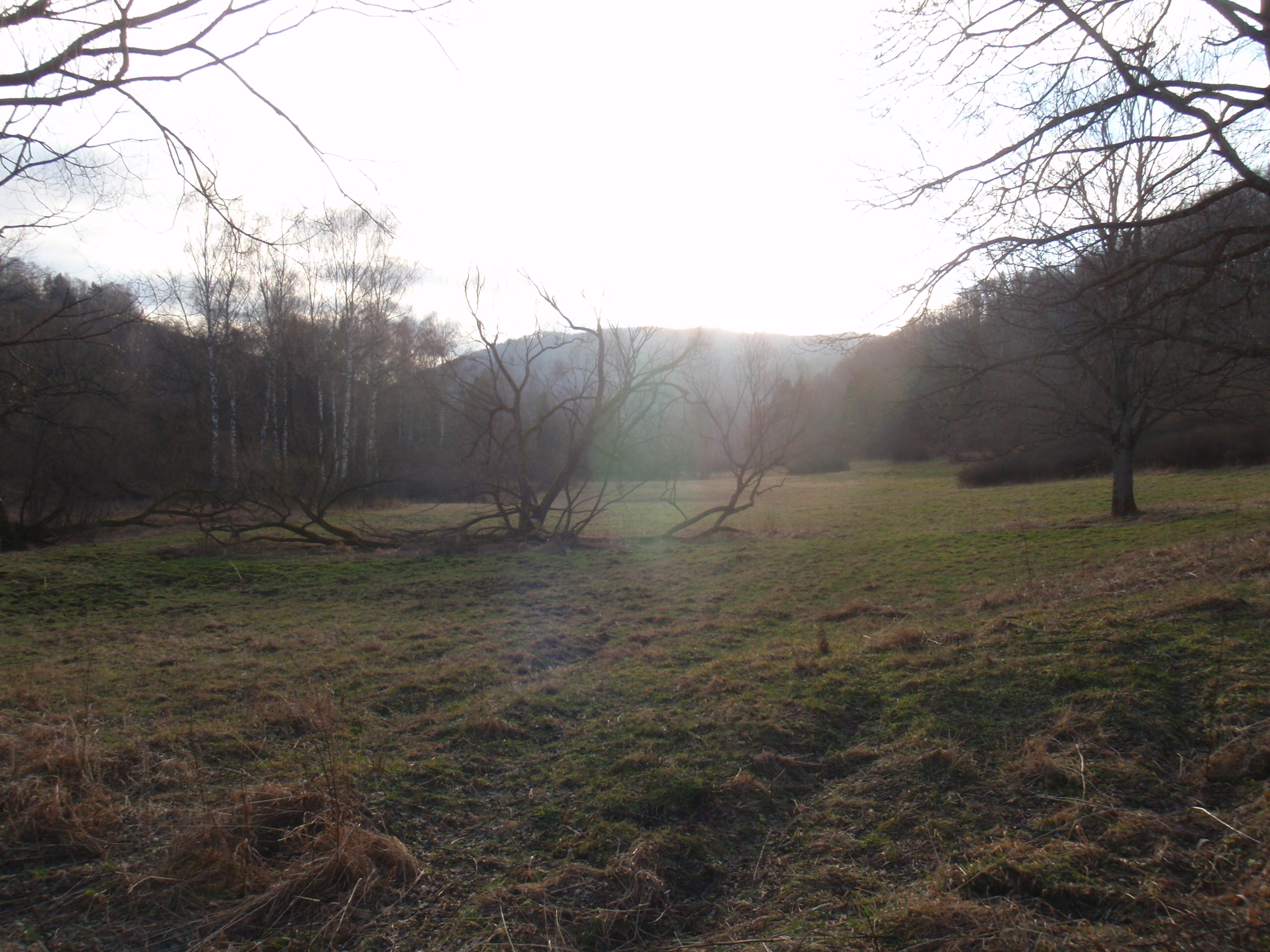
Dolina Tworylczyka

Tworylczyk – potok w Bieszczadach Zachodnich, lewy dopływ Sanu.
Początek bierze na wysokości ok. 860 m n.p.m., na północnym stoku Wysokiego Berda. Płynie ku północy, doliną usytuowaną pomiędzy grzbietem Stołów na wschodzie a grzbietem Krysowej, Siwarnej, Bukowiny i Żołobiny, a w dolnej części – odnogą kulminującą we wzniesieniu Tworylczyk (także Kiczera Dworska; 617 m), na zachodzie. Ujście leży na terenie dawnej miejscowości Tworylne, w rezerwacie przyrody Krywe, na wysokości ok. 440 m n.p.m. Górną połowę biegu potoku obejmuje Bieszczadzki Park Narodowy, poniżej znajduje się Ciśniańsko-Wetliński Park Krajobrazowy.
Dnem doliny, wzdłuż potoku, prowadzi Transbeskidzki Szlak Konny na odcinku Kalnica – Zatwarnica. W dolinie Tworylczyka, na wysokości ok. 500 m n.p.m. stwierdzono występowanie dzwonka szerokolistnego – bardzo rzadkiej w Polsce rośliny, znanej tylko z 6 stanowisk (wszystkie w Bieszczadach).